# Ils sont nus
Pour plus de détails, voir Fiche technique et Distribution.
Ils sont nus est un film franco-québécois réalisé par Claude Pierson et sorti en 1966.

## Fiche technique
- Titre : Ils sont nus
- Réalisation : Claude Pierson
- Scénario : Huguette Boisvert
- Photographie : Jean-Louis Picavet
- Musique : Jean-Paul Mengeon
- Production : Pierson Production - CITEL
- Pays d’origine :  France -  Québec
- Durée : 1 h 27 min
- Dates de sortie : 
  - Canada : 26 février 1966
  - France : 18 décembre 1966

## Distribution
- Jacques Normand
- Alain Saury
- Rita Maiden
- Catherine Ribeiro
- Gérard Dessalles
- Georges Beauvilliers
- Max Montavon
- Isabelle Pierson
- René Roussel

## Accueil critique
- Pour Télé-radiomonde[1], « le film est déroutant au possible. Du néo-réalisme totalement dépassé. Beaucoup de longueurs. Nous devons cependant dire que le jeu de Jacques Normand est excellent, tout comme celui de la petite Isabelle qui n’est âgée que de six ans ».
- Dans La Presse[2], Michèle Favreau évoque « un film naïf et amateur », soulignant que « Claude Pierson n’a pas résisté à la tentation qui assaille de par le monde les innombrables poètes de la pellicule : la mer, les vagues qui lèchent et pourlèchent le sable détrempé, mouvant, les dunes, le vent, les grands espaces, un paysage désolé, des personnages à demi nus qui passent et repassent, se découpent sur 1e ciel, et courent, courent encore, raccommodent des filets, hissent les voiles, et livrent, contre les éléments, contre les vicissitudes de l’existence, un combat sans merci ! ».